# Diecezja Yujiang
Diecezja Yujiang (łac.: Dioecesis Iuchiamensis, ang. Diocese of Yujiang) – katolicka diecezja w Chińskiej Republice Ludowej. Siedziba biskupa znajduje się w katedrze w Yujiang. Jest sufraganią archidiecezji Nanchang. 

## Historia
- 11 kwietnia 1946. - utworzenie diecezji Yujiang

## Główne świątynie
- Katedra w Yujiang